# Slatina (Litoměřicei járás)
Slatina település Csehországban, a Litoměřicei járásban. Slatina Radovesice, Klapý, Úpohlavy, Libochovice, Chotěšov, Černiv és Sedlec településekkel határos. Lakosainak száma 275 fő (2024. január 1.).

## Népesség
A település lakosságának változását az alábbi diagram mutatja:
| Lakosok száma | 360  | 419  | 502  | 311  | 248  | 211  | 268  | 270  | 267  | 275  |
|               | 1869 | 1890 | 1921 | 1950 | 1980 | 2001 | 2017 | 2019 | 2022 | 2024 |